# Plagiobryum wrightii
Plagiobryum wrightii là một loài rêu trong họ Bryaceae. Loài này được Sull. N. Pedersen mô tả khoa học đầu tiên năm 2005.